# Cantón de Thiron-Gardais
El cantón de Thiron-Gardais era una división administrativa francesa, que estaba situada en el departamento de Eure y Loir y la región de Centro-Valle de Loira.

## Composición
El cantón estaba formado por doce comunas:
- Chassant
- Combres
- Coudreceau
- Frazé
- Frétigny
- Happonvilliers
- La Croix-du-Perche
- Marolles-les-Buis
- Montigny-le-Chartif
- Nonvilliers-Grandhoux
- Saint-Denis-d'Authou
- Thiron-Gardais

## Supresión del cantón de Thiron-Gardais
En aplicación del Decreto n.º 2014-231 de 24 de febrero de 2014, el cantón de Thiron-Gardais fue suprimido el 22 de marzo de 2015 y sus 12 comunas pasaron a formar parte; diez del nuevo cantón de Nogent-le-Rotrou y tres del nuevo cantón de Brou.